# Кастелос
Ка̀стелос (на гръцки: Κάστελλος) е село в Република Гърция, разположено на остров Крит, дем Апокоронас. Селото има население от 135 души.

## Личности
Родени в Кастелос
- Григориос Пападакис, деец на Гръцката въоръжена пропаганда в Македония